# Zermatt
Zermatt er en by i kantonen Valais i Schweiz. Byen, der har cirka 5.720 (2010) indbyggere, er et velkendt turistmål i Alperne. 
Byen ligger i cirka 1.620 meters højde og er omgivet af en række høje bjergtinder, der rager op i over 4.000 meters højde. Alpernes næsthøjeste bjerg (Schweiz' højeste og Italiens næsthøjeste), Monte Rosa, ligger tæt på Zermatt, men især Matterhorn, der ofte benævnes som verdens smukkeste bjerg, knytter sig til byen.

## Turisme
Den veludviklede turisme, der om vinteren især er skiturisme, mens det om sommeren ofte er vandrere, klatrere og naturelskere, fylder byens 15.000 hotelsenge og de mange ferielejligheder og hytter. Turismen tog sin begyndelse omkring 1830, hvor englænderne kom til egnen for at prøve at bestige Matterhorn og de andre bjergtinder i nærheden. Først et stykke ind i 1900-tallet begyndte vinterturismen. 
Skiterrænet har de højest beliggende pister i Schweiz. Der findes et veludbygget net af lifter med udgang fra Zermatt, som har sammenhæng med liftsystemet fra de italienske nabobyer, hvilket giver adgang til sammenlagt over 360 km pister til alpint skiløb. I Zermatt findes Alpernes største sommerskiområde på gletsjerne på Klein Matterhorn. Sommerskiområdet er det højest beliggende i Europa.

## Transport
For at begrænse luftforurening, der kan ødelægge udsigten fra Zermatt til Matterhorn, er kørsel med benzin- eller dieselbiler ikke tilladt i byen. Næsten al transport foregår derfor med eldrevne køretøjer eller med hestevogn, der samtidig giver en stille hverdag i byen. I særlige tilfælde kan der udstedes en midlertidig køretilladelse med almindelig bil, ligesom det lokale politi og brandvæsen også har ordinære køretøjer.
De fleste besøgende ankommer til byen med tog. Enten med regionaltog fra Visp eller Brig nede i bunden af dalen, eller med Glacier Express (Gletsjer Ekspres), som kører mellem Davos hhv. St. Moritz i det østlige Schweiz og Zermatt. Andre besøgende kører i bil eller bus til nabobyen Täsch, hvorfra der kører regional- og lokaltog, elbiler og -busser til Zermatt.
Fra stationen i Zermatt er det muligt at komme videre med tandhjulsbanen Gornergratbahn til Gornergrat, hvorfra der er udsigt til Matterhorn og kig ned på den store Gornergletcher.

## Galleri
- Vinter i Zermatt
- Glacier-Expressen tæt på Zermatt
- Matterhorn bag Zermatt
- Monte Rosa
- Elektriske biler i byens gader